# Plavun
Plavun (lat. Nymphoides), biljni rod iz porodice stremenovki ili trolističevki. U rodu postoji pedesetak vrsta koje su raširene po svim kontinentima, a jedna vrsta raste i u Hrvatskoj, to je okruglolisni plavun (N. peltata)
Plavuni su vodene trajnice ili jednogodišnje biljke.

## Vrste
1. Nymphoides aquatica (J.F.Gmel.) Kuntze
2. Nymphoides astoniae M.D.Barrett & R.L.Barrett
3. Nymphoides aurantiaca (Dalzell) Kuntze
4. Nymphoides balakrishnanii P.Biju, Josekutty, Haneef & Augustine
5. Nymphoides beaglensis Aston
6. Nymphoides bosseri A.Raynal
7. Nymphoides brevipedicellata (Vatke) A.Raynal
8. Nymphoides cambodiana (Hance) Tippery
9. Nymphoides cordata (Elliott) Fernald
10. Nymphoides coreana (H.Lév.) H.Hara
11. Nymphoides coronata (Dunn) Chun ex Y.D.Zhou & G.W.Hu
12. Nymphoides crenata (F.Muell.) Kuntze
13. Nymphoides disperma Aston
14. Nymphoides elegans A.Raynal
15. Nymphoides elliptica Aston
16. Nymphoides exiliflora (F.Muell.) Kuntze
17. Nymphoides ezannoi Berhaut
18. Nymphoides fallax Ornduff
19. Nymphoides flaccida L.B.Sm.
20. Nymphoides forbesiana (Griseb.) Kuntze
21. Nymphoides furculifolia Specht
22. Nymphoides geminata (R.Br.) Kuntze
23. Nymphoides grayana (Griseb.) Kuntze
24. Nymphoides guineensis A.Raynal
25. Nymphoides hastata (Dop) Kerr
26. Nymphoides herzogii A.Galán & G.Navarro
27. Nymphoides humboldtiana (Kunth) Kuntze
28. Nymphoides humilis A.Raynal
29. Nymphoides hydrophylla (Lour.) Kuntze
30. Nymphoides indica (L.) Kuntze
31. Nymphoides krishnakesara K.T.Joseph & Sivar.
32. Nymphoides lungtanensis S.P.Li, T.H.Hsieh & Chun C.Lin
33. Nymphoides macrosperma K.V.Nair
34. Nymphoides microphylla (A.St.-Hil.) Kuntze
35. Nymphoides milnei A.Raynal
36. Nymphoides minima (F.Muell.) Kuntze
37. Nymphoides minor (D.Don ex G.Don) S.Gupta, A.K.Mukh. & M.Mondal
38. Nymphoides × montana Aston
39. Nymphoides palyi Biju, Josekutty, Haneef & Augustine
40. Nymphoides parvifolia (Griseb.) Kuntze
41. Nymphoides peltata (S.G.Gmel.) Kuntze
42. Nymphoides planosperma Aston
43. Nymphoides quadriloba Aston
44. Nymphoides rautanenii (N.E.Br.) A.Raynal
45. Nymphoides siamensis (Ostenf.) Kerr
46. Nymphoides simulans Aston
47. Nymphoides sivarajanii K.T.Joseph
48. Nymphoides spinulosperma Aston
49. Nymphoides spongiosa Aston
50. Nymphoides subacuta Aston
51. Nymphoides tenuissima A.Raynal
52. Nymphoides thunbergiana (Griseb.) Kuntze
53. Nymphoides tonkinensis (Dop) P.H.Hô
54. Nymphoides triangularis Aston
55. Nymphoides verrucosa (R.E.Fr.) A.Galán & G.Navarro
56. Nymphoides walshiae R.W.Davis & K.R.Thiele

## Vanjske poveznice
|  | Zajednički poslužitelj ima još gradiva o temi Nymphoides |
|  | Wikivrste imaju podatke o taksonu Nymphoides             |